# Парасольки (картина Ренуара)
«Парасольки» (фр. Les Parapluies) — картина французького художника П'єра Огюста Ренуара, написана у 1880-х роках у два етапи.

## Опис
На картині зображені люди на паризькій вулиці. Більшість з них з парасольками, але не всі — мабуть, дощ щойно скінчився або тільки починається. У лівій частині на передньому плані зображена молода жінка з кошиком, а трохи позаду неї, в правій частині, жінка з двома дівчатками, менша з яких (як і жінка з кошиком) дивиться прямо на глядача. Композиція картини нагадує фотографічний знімок — зокрема, неповними, обрізаними фігурами людей по краях полотна. Такий прийом був популярний у імпресіоністів того часу.
Люди у правій частині картини написані в м'якому, повітряному імпресіоністичному стилі, водночас жінка та чоловік в лівій частині мають чіткіші обриси. Рентгенівський аналіз картини показав, що спочатку всі фігури були написані в одному стилі. Потім, через кілька років, Ренуар зробив значні зміни у частині картини, практично не міняючи її праву частину. Зокрема, значних змін зазнав одяг молодої жінки (у первинному варіанті вона була в іншій сукні і в капелюшку, який потім був прибраний художником) — крім підтвердження рентгенівським аналізом, зміна в одязі також відповідала змінам у моді.

## Історія
У 1892 році картину купив у Ренуара відомий маршал Поль Дюран-Рюель (Paul Durand-Ruel), а потім продав її ірландському колекціонеру та артдилеру Х'ю Лейну (Hugh Lane), творцю Дублінської галереї, що названа його ім'ям (Hugh Lane Gallery). Після того як Х'ю Лейн у 1915 році загинув під час потоплення німецьким підводним човном океанського лайнера «Лузітанія», у 1917 році картину «Парасольки» (разом із 38 іншими картинами) за його заповітом передали до Галереї Тейт, а звідти в 1935 році вона перейшла до Лондонської Національної галереї, де перебуває відтоді.
Щодо заповіту Х'ю Лейна існують певні розбіжності. Незадовго до своєї фатальної подорожі на «Лузитанії» в 1915 році, Х'ю Лейн написав кодицилл (додаткове розпорядження до заповіту), в якому він перезаповідав ці картини дублінської галереї. Однак він не встиг підтвердити зміну свого заповіту в присутності свідків. В результаті, всупереч всім спробам визнати (хоча б моральне) право Ірландії на ці картини, за законом їх передали до Лондона.